# Швајцарски Алпи
Алпски регион Швајцарске, конвенционално познат под именом Швајцарски Алпи, представља главну природну одлику земље и — заједно са Швајцарским платоом и швајцарским делом Јурских планина — обухвата један од њена три главна физиогеографска региона. Швајцарски Алпи се пружају преко Западних Алпи и Источних Алпи, покривајући подручје које се понекад назива Централним Алпима. Док су северни превоји од Бернских Алпи до Апенцелских Алпи потпуно на територији Швајцарске, јужни превоји Монбланског масива до Бернинског масива су и на територијама других земаља као што је Француска, Италија, Аустрија и Лихтенштајн.
Швајцарски Алпи обухватају готово све највише планине Алпи, као што су Дуфоршпице (4.634 m), Дом (4.545 m), Лискам (4.527 m), Вајсхорн (4.506 m) и Матерхорн (4.478 m). Остали по висини следећи врхови могу да се пронађу на списку планина Швајцарске.
Још од средњег века, прелазак преко Алпи играо је важну улогу у историји. Регион северно од Сен-Готардског масива постао је језгро Швајцарске конфедерације почетком 14. века.

## Планински масиви Швајцарских Алпа
Сјеверни Алпи:
1. Сјеверозападни дио: Бернски Алпи (Berner Alpen) у ширем смислу (Дан-ди-Миди масив, Вилдхорн масив, Финстерархорн масив, Дама масив, Шабле масив, Сане и Симе масив, Аре масив, Унтервалдски и Енгелбершки Алпи)
2. Сјевероисточни дио: Гларнски Алпи у ширем смислу (Теди масив, Сардона масив, Сил масив, Тур масив (Алпштајн и Сентис масив и Хурфирстен масив)

Јужни Алпи: 
1. Југозападни дио: Валиски Алпи у ширем смислу (Масив Мон Блана, Сесиа масив, Мађа масив (Тесински Алпи)
2. Југоисточни дио: Бунднерски Алпи у ширем смислу (Адула масив, Меделс масив, Рајнвалд масив, Лугански Алпи, Зе Масив, Сјеверноенгадински Алпи или Сјеверни Ретијски Алпи, Албула масив, Силврета масив, Фервал масив, Јужноенгадински масив или Јужни Ретијски Алпи, Плесур масив и Ретикон масив).

## Швајцарски Алпи у климатским промјенама
Алпи, као и остали планински масиви, снажно су погођени климатским промјенама. Климатске промјене утичу на леднике и то великом брзином, тако да у односу на 1970е године, 1463 ледника у Швајцарским Алпима, избројана 2019. године, чине неповратни губитак од 700 ледника. Климатолози закључују да је већина ледника отопљена у 21. вијеку. Климатске промјене утичу такође на флору и фауну, поготово на птице.